# Videofone

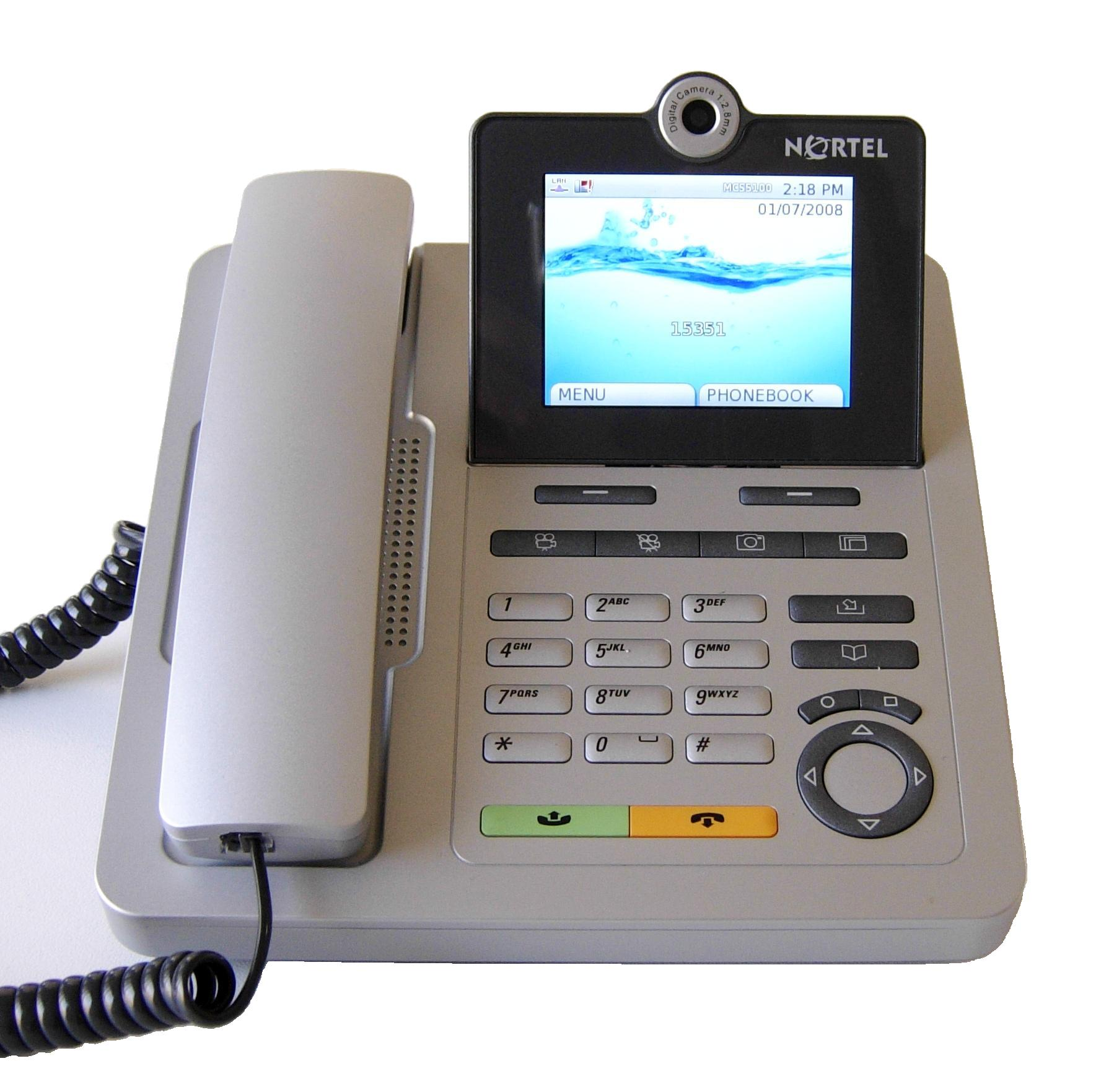
Um exemplo moderno de um videofone da Avaya Nortel

Videofone é um telefone com tela de imagem acoplada, capaz de realizar transmissões através de áudio e vídeo para comunicações entre pessoas em tempo real. Foi a primeira forma usada de videotelefonia, depois modernizada e seguida pela videoconferência, webcams e telepresença.
Atualmente, estes aparelhos são particularmente úteis a surdos e pessoas com deficiências de articulação, que podem usá-lo através da língua de sinais e também com serviços de transmissão de vídeo para se comunicar com pessoas com deficiência auditiva. Os videofones também são úteis para pessoas com dificuldade de locomoção ou pessoas localizadas em lugares de difícil acesso e que necessitam de serviços médicos ou de educação.